# 云南刺蕨
云南刺蕨（学名：Egenolfia yunnanensis），为实蕨科刺蕨属下的一个植物种。其种加词 yunnanensis 意为“云南的”。